# Richard Coote, I conte di Bellomont
Richard Coote I conte di Bellomont (Irlanda, 1636 – New York, 5 marzo 1701) figlio di un membro della piccola nobiltà, divenne Governatore delle provincie di New York, della Provincia della Massachusetts Bay e New Hampshire.

## Le origini e la carriera politica in patria
Richard Coote nacque in Irlanda da Richard Coote e Mary St.George. Suo padre venne insignito del titolo di Barone nel 1660 e quando questi morì il 10 luglio 1683 Richard ne ereditò il titolo.
Poco si sa della prima parte della vita di Richard, nel 1677 aveva ucciso un uomo in duello per via di una ragazza, che poi non sposò, e nel 1680 convolò a nozze con Catherine Nanfan, un'ereditiera da cui ebbe due figli.
Nel 1685 sul trono salì Giacomo II d'Inghilterra, poiché il sovrano era di simpatie cattoliche Richard, che era invece un protestante, preferì partire ed andò a servire nell'esercito tedesco. Tuttavia la sua famiglia aveva già servito presso il re Carlo II d'Inghilterra e nel 1687 il sovrano lo richiamò a corte. Richard, come molti altri protestanti, non amava la politica filo-cattolica di Giacomo (che si era professato tale), ne approvava che la messa dovesse essere letta dai vescovi inglesi. Questa ed altre misure fecero temere che fosse in arrivo una restaurazione della vecchia religione spazzata via sotto il regno di Enrico VIII d'Inghilterra.
Sia i Wighs che i Tory predisposero una sorta di colpo di Stato chiedendo a Guglielmo III d'Inghilterra, marito della figlia di Giacomo Maria II d'Inghilterra di intervenire per salvare il paese. Quando Guglielmo accettò, dando vita alla Gloriosa Rivoluzione, Richard fu uno dei primi ad unirsi agli Orangisti ed alla fine del 1688 il nuovo re era sul trono. Come ricompensa Richard venne nominato Treasurer to the Queen, di fatto era responsabile dell'economia della Real Casa, e rimase in quel posto fino al 1694. In quella posizione Richard guidò l'attenzione del re sul Parlamento Irlandese, tendenzialmente favorevole al deposto Giacomo II d'Inghilterra, con il risultato che le proprietà di Richard vennero confiscate, il re però fece capire per chi erano le sue simpatie. Il 2 novembre 1689 nominò Richard Conte di Bellomont e lo ricompensò con 77.000 acri di terreno, tuttavia quest'azione diede seguito ad un'agitazione parlamentare eccessiva, così Guglielmo ritirò la donazione e lo nominò Governatore di Leitrim, nell'Irlanda del nord.
Nel 1690 Richard si interessò al figlio di Jacob Leisler che gli chiese aiuto per riabilitare il nome del padre e per riavere le proprietà che erano state confiscate dalla corona. Suo padre Jacob era un mercante tedesco che si era stabilito nelle Colonie, nel 1689 diede vita ad una rivolta contro il dominio inglese e riuscì a mantenere in vita un governo proprio fino al 1691, anno in cui le forze britanniche intervennero per smontare questa sorta di golpe. L'esercito di Leisler venne sconfitto, egli fu giustiziato e le sue proprietà confiscate. Richard sostenne che Leisler era stato barbaramente ucciso dai soldati inglesi insieme al genero, come si evinceva dalla corrispondenza fra il Governatore ed un Agente Coloniale, alla fine Richard la spuntò ed il figlio di Leisler si vide restituito il patrimonio.

## La nomina a Governatore
Nel 1695 morì William Phips, governatore della Provincia della Massachusetts Bay. Gli Agenti Coloniali spinsero per l'elezione di due uomini, americani di seconda generazione, Wait Winthorp (27 febbraio 1641 o 1641-7 novembre 1717) oppure Joseph Dudley, ma il sovrano voleva qualcuno che ben rappresentasse l'autorità della corona e così scelse il fido Richard che salpò per il Nuovo Mondo. Poiché il re desiderava che la sua influenza si estendesse anche al di là della Nuova Inghilterra, nominò Richard Governatore delle Provincie di New York e del New Hampshire. In quei tempi a New York, o meglio nel suo porto, si stava sviluppando il problema dei pirati, che, con la connivenza del precedente Governatore, entravano e uscivano come volevano smerciando il loro bottino.
L'Agente delle Colonie Robert Livingston suggerì a Richard, nel 1697, di usare un corsaro nella lotta alla pirateria, perché probabilmente ne aveva i mezzi e suggerì il nome di William Kidd. Richard approvò il piano e così il re che rilasciò a Kidd una Lettera di corsa, in aggiunta Richard stanziò 6.000£, di cui 1.000 di tasca sua, perché il capitano potesse equipaggiare la sua nave.
Finalmente alla fine del 1697 Richard salpò per New York insieme alla moglie ed al cugino di lei John Nanfan, il viaggio fu particolarmente difficoltoso, le tempeste spinsero la nave fin quasi alle Barbados attraccando infine il 2 aprile 1698.

## New York e la questione indiana

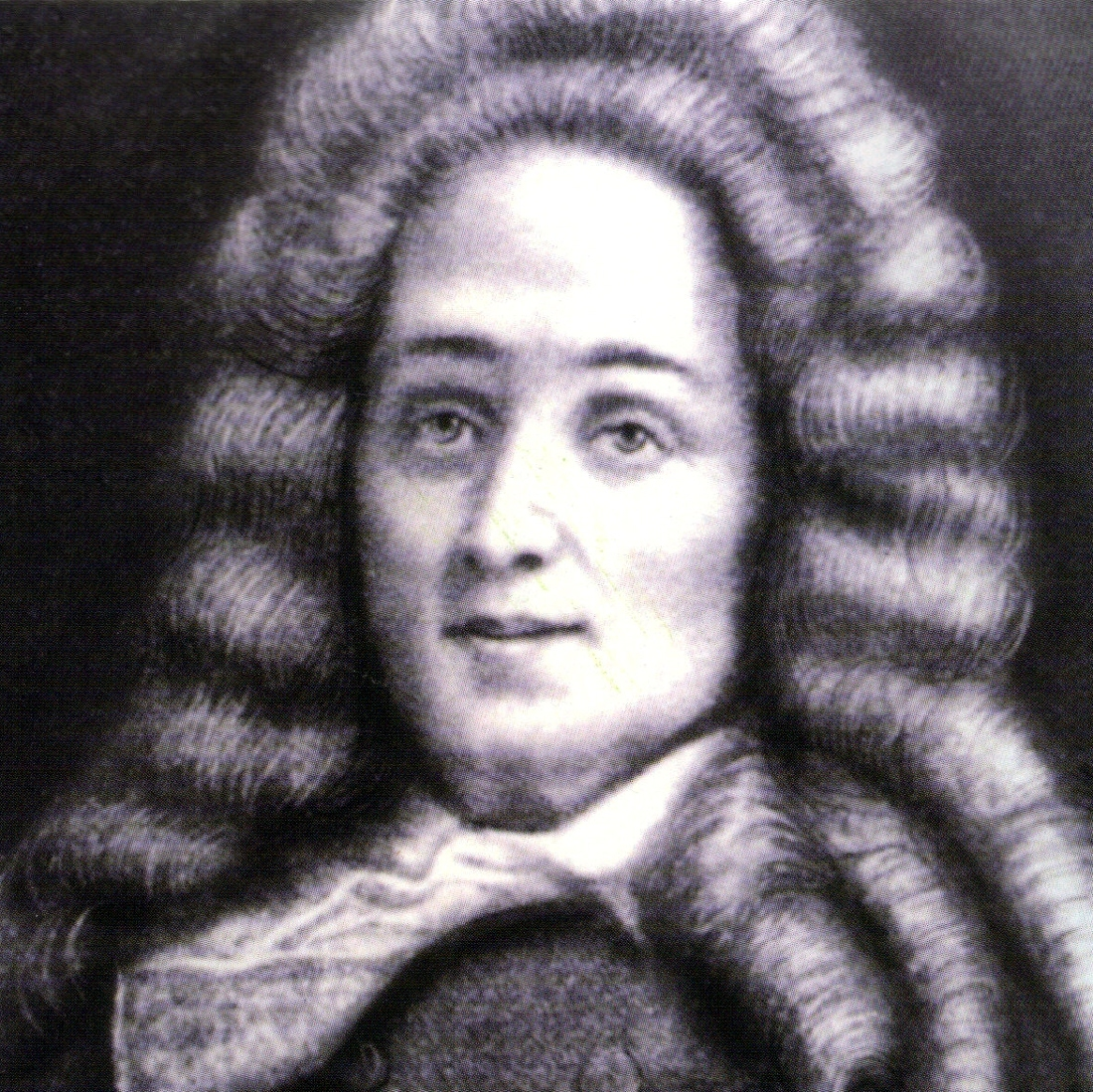
Louis Hector de Callières, detto Chevalier de Callière, Governatore di Montréal e della Nouvelle-France

All'inizio i rapporti con i newyorchesi fu buono, Richard aveva un bell'aspetto e bei modi, ma presto i nodi vennero al pettine, il primo problema fu l'inasprimento dell'Atto di navigazione che ebbe il prevedibile effetto di rivolargli contro tutti i mercanti della città. Per altro il provvedimento venne messo in atto dagli ufficiali con una buona dose di lassismo, essi infatti erano più vicini agli interessi dei mercanti locali, che non con quelli di una corona che si trovava oltre l'oceano.
In quegli anni si andava completando la riabilitazione di Jacob Leisler ed i suoi compatrioti membri del concilio erano tutto meno che contenti, la loro insofferenza crebbe al punto tale che Richard, per mantenerlo in piedi, dovette rimuovere tutti i suoi oppositori. Non solo, venne poi ordinata la riesumazione di Leisler e di suo genero e fu organizzata una nuova cerimonia di sepoltura, per la quale Richard ordinò 100 soldati di servizio per la guardia.
I problemi di Richard non riguardavano soltanto la riabilitazione di Leisler, ma ben presto dovette anche fronteggiare delle questioni con i Nativi. Il suo predecessore Benjamin Fletcher aveva usato il tempo che era intercorso fra la nomina di Richard ed il suo arrivo per fare delle dubbie concessioni di terreno, inclusi alcuni affitti di terre che erano solitamente in uso al Governatore e di altre che erano reclamate dagli Irochesi. Quando l'assemblea provinciale approvò una legge che faceva decadere queste concessioni molti proprietari terrieri andarono su tutte le furie.
Fra coloro che dovevano restituire il terreno c'era anche Godfridius Dellius (1652-1705 circa) un influente pastore della Chiesa Riformata Tedesca e non era certo il solo, tutti i proprietari terrieri coinvolti si appellarono al Board of Trade e la legge, anche se era passata, non ebbe mai la ratificazione reale.
L'allontanamento fra il Governatore ed i suoi uomini era ancora in atto quando Richard provò a rafforzare il Covenant Chain, una serie di accordi fra Irochesi ed inglesi, che era stato tenuto in poco conto da Fletcher. Nel frattempo in Europa, dopo la firma del Trattato di Ryswick, la Francia riprese a combattere gli Irochesi infliggendogli perdite significative di uomini e questi chiesero aiuto ai coloni, minacciando di fare pace con i francesi se non avessero ricevuto una mano. Sia Richard che il Governatore Generale francese Louis-Hector de Callière (12 novembre 1648-26 maggio 1703) reclamavano la sovranità sugli Irochesi ed entrambi si rifiutavano di vedere il diritto dell'altro nell'aiutare gli indiani. Nel 1699 Callière convoco gli Irochesi a Montréal e Richard, allarmato, li convinse a non andare ed a spedire invece un emissario inglese all'incontro e mandare delle truppe ad Albany. L'emissario inglese però non fu in grado di influenzare positivamente i francesi e gli Algonchini loro alleati fecero una pesante irruzione in territorio irochese nel 1700.
Nei negoziati con gli Irochesi Richard trascurò alcune usanze sociali che i costumi indiani richiedevano, con il risultato che inglesi e Nativi videro con occhi differenti il risultato del negoziato. Richard pensava che fosse andato bene, anche se era chiaro che le parti avevano visioni differenti, e promise di costruire un forte presso Onondaga, arrivando a convincere la legislatura a stanziare 1.000£ per la sua costruzione. Tuttavia gli Irochesi non mostrarono mai agli ingegneri inglesi un posto dove poterlo erigere ed essi continuarono in un certo qual modo a trattare con la Francia. Nonostante gli interventi di Richard alla fine Nativi e francesi firmarono la Great Peace of Montreal il 4 agosto 1701.

## New Hampshire e Massachusetts

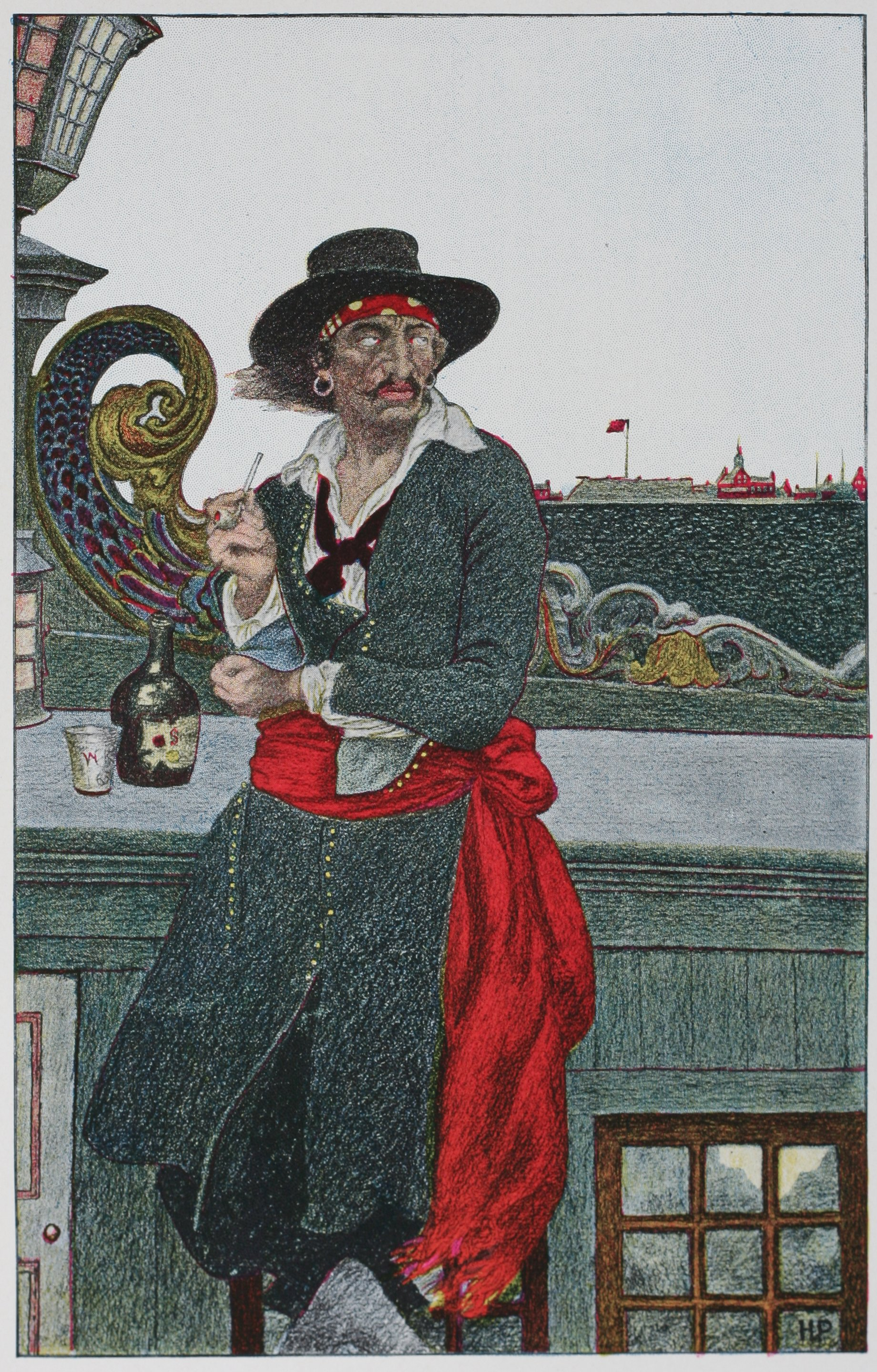
Il capitano William Kidd, illustrazione tratta da Kidd on the Deck of the Adventure Galley

Nel maggio del 1699 Richard intanto si era diretto a Boston. Nel Massachusetts Richard venne trattato con più garbo, ma quando provò ad aumentare l'autorità della corona sorsero gli stessi problemi di New York. Gli venne rifiutato un salario, anche se le 1.000£ sterline ricevute al momento dell'insediamento era una somma più alta del solito. La legislatura, in controcorrente rispetto al suo Governatore, cercò anche di limitare gli appelli a Londra circa le decisioni dei giudici che di solito venivano trasmesse alla madrepatria attraverso i giudici provinciali.
Richard, così come gli era richiesto, passava le leggi approvate dalla legislatura al Board of Trade perché le approvasse, ma queste furono ripetutamente bocciate perché erano tutte volte a ridurre le prerogative reali. Richard era anche, politicamente, contro William Stoughton, alleato di Joseph Dudley un nativo del Massachusetts che si era opposto alla riabilitazione di Leisler e si alleò invece con il leader populista Elisha Cooke Sr. (16 settembre 1637-31 ottobre 1715).
Poco dopo il suo arrivo a Boston Richard cominciò a pianificare l'arresto di William Kidd. Si sentivano sempre più spesso voci secondo le quali Kidd fosse ormai un pirata e cominciò ad essere visto da Richard e dagli altri investitori, più come una perdita, che come un guadagno. Nel novembre del 1698 l'Ammiragliato diramò l'ordine ai Governatori di arrestare Kidd, quando Richard, nel giugno seguente, seppe che il pirata era in zona lo fece avvicinare promettendogli clemenza. Il pirata abboccò, disse che sarebbe andato e che avrebbe portato con sé dei gioielli per la signora Cooke, gioielli che la donna rifiutò. Dopo il suo arrivo a Boston, il 3 luglio, Richard chiese a Kidd un resoconto dei suoi viaggi, questi indugiò e alla fine promise che lo avrebbe consegnato il 6, quando non lo fece Richard ordinò che fosse arrestato e fu preso lo stesso giorno mentre Kidd si recava dal Governatore per incontrarlo. Kidd provò a negoziare per la propria libertà promettendo di rivelare dove aveva nascosto il bottino accumulato negli anni, effettivamente una parte di questo fu trovata, ma non gli diede la libertà, nell'aprile del 1700 salpò per Londra dove venne processato ed impiccato.
In contrasto con la relativa segretezza con cui aveva portato avanti alcune comunicazioni con Kidd, in seguito fu estremamente scrupoloso nei suoi affari con altri uomini d'affari o mercanti che potevano essere pirati e disdegnò l'offerta di 5.000£ per chiudere gli occhi di fronte ad alcune attività illecite.
Nel New Hampshire Richard si preoccupò specialmente di sicurezza sulle frontiere e di commercio di legname, questa provincia infatti era considerata una fonte di ottimo legname che il Board of Trade e l'Ammiragliato volevano tenere a disposizione della Corona.
Nel New Hampshire, Richard si trovò nel mezzo della controversia fra i proprietari terrieri locali e Samuel Allen (1635-1705) che rappresentava gli eredi di John Mason (1586-1635) che aveva fondato anni addietro la provincia. Allen era stato nominato governatore nel 1692, ma solo nel 1698 si era recato in loco per occuparsi della gestione degli interessi dei Mason e durante la visita di Richard cercò di accattivarselo offrendo in matrimonio la figlia per il figlio di Richard che rifiutò l'offerta.
Lungo la frontiera di New Hampshire e Massachusetts Richard dovete fronteggiare le tensioni che derivavano dal rapporto degli Abenaki con i coloni, rapporto minato dalla profonda sfiducia reciproca. I primi temevano incursioni nei propri territori e i secondi temevano che gli indiani, su istigazioni francese facessero irruzione nei loro poderi. Richard emise dei proclami per i Nativi in cui si affermava che i coloni non volevano compiere invasioni, ma non fu una misura sufficiente. Poi la legislatura della colonia promanò una legge secondo la quale tutti i cattolici romani dovevano essere buttati fuori dai territori rivendicati dalla provincia, inclusi quelli degli Abenaki che erano stati reclamati dal Governatore William Phisp nel 1693. Richard fu coinvolto in un'infruttuosa trattativa per far migrare ad est gli Abeaki dell'ovest, in territorio Irochese, trattativa inutile perché fra le due tribù esistevano vecchie ruggini. Una pace difficoltosa venne raggiunta nel gennaio del 1699.

## La morte
Nel 1700 Richard tornò a New York dove ricominciò a combattere la pirateria.
A seguito di un incontro con gli Irochesi nei primi mesi del 1701 si affaticò e morì per un attacco di gotta il 5 marzo dello stesso anno.